# آبشار سالتو دل نیلاهو
آبشار سالتو دل نیلاهو (به انگلیسی: Salto del Nilahue) آبشاری است که در شیلی واقع شده و ارتفاع کلی ریزشگاه آن ۴۰ متر است.